# Junrejo (plaats)
Junrejo is een bestuurslaag in het regentschap Batu van de provincie Oost-Java, Indonesië. Junrejo telt 8705 inwoners (volkstelling 2010).